# Bathynellacea
I Batinellacei (Bathynellacea Chappuis, 1915) sono un ordine di crostacei appartenenti alla classe Malacostraca.

## Descrizione
Non presentano carapace e sono privi di appendici addominali essendo crostacei interstiziali.

## Distribuzione e habitat
Il loro habitat è rappresentato prevalentemente da acque dolci e sotterranee.

## Tassonomia
Famiglia Bathynellidae
- Agnatobathynella
- Antrobathynella
- Austrobathynella
- Baikalobathynella
- Bathynella
- Clamousella
- Delamareibathynella
- Gallobathynella
- Hispanobathynella
- Meridiobathynella
- Morimotobathynella
- Nannobathynella
- Nihobathynella
- Pacificabathynella
- Paradoxibathynella
- Parameridiobathynella
- Pseudantrobathynella
- Pseudobathynella
- Sardobathynella
- Serbanibathynella
- Tianschanobathynella
- Transkeilthynella
- Transvaalthynella
- Uenobathynella
- Vandelibathynella
- Vejdovskybathynella

Famiglia Parabathynellidae
- Acanthobathynella
- Afrobathynella
- Allobathynella
- Atopobathynella
- Batubathynella
- Billibathynella
- Brasilibathynella
- Brevisomabathynella
- Califobathynella
- Californibathynella
- Chilibathynella
- Cteniobathynella
- Ctenophallonella
- Eobathynella
- Guadalopebathynella
- Habrobathynella
- Haplophallonella
- Heterodontobathynella
- Hexabathynella
- Hexaiberobathynella
- Iberobathynella
- Issykkulibathynella
- Kimberleybathynella
- Lamtobathynella
- Leptobathynella
- Montanabathynella
- Nilobathynella
- Nipponbathynella
- Noodtibathynella
- Notobathynella
- Nunubathynella
- Octobathynella
- Odontobathynella
- Parabathynella
- Paraeobathynella
- Paraiberobathynella
- Parvulobathynella
- Psalidobathynella
- Racovitzaibathynella
- Sabahbathynella
- Siambathynella
- Sinobathynella
- Sketinella
- Texanobathynella
- Thermobathynella